# Panay (Cápiz)
Pour les articles homonymes, voir Panay (homonymie).
Panay est une municipalité de la province de Cápiz, aux Philippines. En 2015, la localité compte 46 114 habitants.